# Roman Haider
Roman Haider (13 de abril de 1967) é um político austríaco que é membro do Conselho Nacional para o Partido da Liberdade da Áustria (FPÖ) desde 2008.